# Tinwald (Nouvelle-Zélande)
Tinwald est une localité de la région de Canterbury, qui est maintenant rien de plus qu’une banlieue de la ville d’Ashburton située dans l’Île du Sud de la Nouvelle-Zélande.

## Géographie
Elle siège dans le sud de la ville d’Ashburton, séparée de celle-ci par le fleuve Ashburton.

## Activité économique
La ville de Tinwald a plusieurs magasins qui s’échelonnant le long de la rue principale, comprenant plusieurs cafés, une taverne, un supermarché et son propre magasin de liqueurs.

## Histoire
Tinwald fut créé en 1873 quand Robert Wilkin (en) acheta 900 acres comme base pour une salle de vente sur stocks qui rayonnait à travers tout le secteur. Il nomma la ville  “Tinwald Downs “d’après son lieu de naissance “ Tinwald Downs” en Ecosse .

## Accès
La section de la Main South Line rattachée à la South Island Main Trunk Railway (en), passe à travers la ville de Tinwald, et de 1878 jusqu’en 1968, la ville a servi de jonction pour la branche du Mt Somers (en). 
Les 2,5 premiers kilomètres restant de l’ embranchement au niveau de l’extrémité de Tinwald sont maintenant préservés dans le cadre du ‘The Plains Vintage Railway & Historical Museum (en)’, qui le fait fonctionner régulièrement pour le public les jours d’ouverture. Le Chemin de fer est particulièrement connu pour la présence de la locomotive type NZR classe K 88 (en), une locomotive de 1877,récupérée le 19 janvier 1974 à partir de l’endroit où elle avait été basculée dans le fleuve Oreti, puis remise en état et rendue complètement fonctionnelle en 1982. Elle est toujours aujourd’hui en fonctionnement sur le réseau historique du “ Plains Railway ».

## Education
L’école de Tinwald est une école primaire mixte d’état, allant de l’année 1 à 6. Elle a un taux de décile de 6 et un effectif de 220 élèves. En 2004, l’école a célébré son 125 e anniversaire.

## Personnalités Notables
Parmi les anciens citoyens marquant de la ville de Tinwald se trouve William Massey, qui fut  Premier ministre de Nouvelle-Zélande de 1912 à  1925.

## Liens Externes
- Plains Vintage Railway

- New Zealand Gazetteer